# Canton du Pays tyrossais
Le canton du Pays tyrossais est une circonscription électorale française du département des Landes.

## Histoire
Un nouveau découpage territorial des Landes entre en vigueur à l'occasion des élections départementales de 2015. Il est défini par le décret du 18 février 2014, en application des lois du 17 mai 2013 (loi organique 2013-402 et loi 2013-403). Les conseillers départementaux sont, à compter de ces élections, élus au scrutin majoritaire binominal mixte. Les électeurs de chaque canton élisent au Conseil départemental, nouvelle appellation du Conseil général, deux membres de sexe différent, qui se présentent en binôme de candidats. Les conseillers départementaux sont élus pour 6 ans au scrutin binominal majoritaire à deux tours, l'accès au second tour nécessitant 12,5 % des inscrits au 1er tour. En outre la totalité des conseillers départementaux est renouvelée. Ce nouveau mode de scrutin nécessite un redécoupage des cantons dont le nombre est divisé par deux avec arrondi à l'unité impaire supérieure si ce nombre n'est pas entier impair, assorti de conditions de seuils minimaux. Dans les Landes, le nombre de cantons passe ainsi de 30 à 15.
Le canton de Pays tyrossais est formé des 11 communes de l'ancien canton de Saint-Vincent-de-Tyrosse. Il est entièrement inclus dans l'arrondissement de Dax. Le bureau centralisateur est situé à Saint-Vincent-de-Tyrosse.

## Représentation
| Période élective | Période élective | Mandat | Mandat   | Identité          | Nuance | Nuance | Qualité |
| ---------------- | ---------------- | ------ | -------- | ----------------- | ------ | ------ | --- |
| 2015             | 2021             | 2015   | 2021     | Sylvie Bergeroo   |        | PS     | Professeur de sciences économiques et sociales, conseillère municipale de Saubion |
| 2015             | 2021             | 2015   | 2021     | Jean-Luc Delpuech |        | PS     | Retraité de la fonction publique territoriale Maire de Labenne (2001-2025) Vice-président de la Communauté de communes de Maremne-Adour-Côte-Sud 3ème Vice-Président du Conseil départemental |
| 2021             | 2028             | 2021   | en cours | Sylvie Bergeroo   |        | PS     | Professeur de sciences économiques et sociales, conseillère municipale de Saubion |
| 2021             | 2028             | 2021   | en cours | Jean-Luc Delpuech |        | PS     | Maire de Labenne (2001-2025) 5ème Vice-Président du conseil départemental, chargé des milieux naturels et de la biodiversité                                                                  |

### Résultats détaillés

#### Élections de mars 2015
À l'issue du 1er tour des élections départementales de 2015, deux binômes sont en ballottage : Sylvie Bergeroo et Jean-Luc Delpuech (PS, 31,97 %) et Henri Arbeille et Corine Lafitte (Union de la Droite, 28,58 %). Le taux de participation est de 52,74 % (13 102 votants sur 24 842 inscrits) contre 57,2 % au niveau départemental et 50,17 % au niveau national.
Au second tour, Sylvie Bergeroo et Jean-Luc Delpuech (PS) sont élus avec 50,24 % des suffrages exprimés et un taux de participation de 51,01 % (5 762 voix pour 12 671 votants et 24 842 inscrits).

#### Élections de juin 2021
Le premier tour des élections départementales de 2021 est marqué par un très faible taux de participation (33,26 % au niveau national). Dans le canton du Pays tyrossais, ce taux de participation est de 33,35 % (9 288 votants sur 27 852 inscrits) contre 40,28 % au niveau départemental. À l'issue de ce premier tour, deux binômes sont en ballottage : Sylvie Bergeroo et Jean-Luc Delpuech (PS, 33,91 %) et Henri Arbeille et Thérèse Lafitte (Union au centre et à droite, 18,12 %).
Le second tour des élections est marqué une nouvelle fois par une abstention massive équivalente au premier tour. Les taux de participation sont de 34,36 % au niveau national, 40,68 % dans le département et 34,03 % dans le canton du Pays tyrossais. Sylvie Bergeroo et Jean-Luc Delpuech (PS) sont élus avec 58,46 % des suffrages exprimés (5 026 voix pour 9 480 votants et 27 855 inscrits),,.

## Composition
Le canton du Pays tyrossais comprend onze communes.
| Nom                                              | Code Insee | Intercommunalité             | Superficie (km2) | Population (dernière pop. légale) | Densité (hab./km2) | Modifier                                    |
| ------------------------------------------------ | ---------- | ---------------------------- | ---------------- | --------------------------------- | ------------------ | ------------------------------------------- |
| Saint-Vincent-de-Tyrosse (bureau centralisateur) | 40284      | CC de Maremne-Adour-Côte-Sud | 20,98            | 8 051 (2022)                      | 384                | modifier les données · modifier les données |
| Bénesse-Maremne                                  | 40036      | CC de Maremne-Adour-Côte-Sud | 18,69            | 3 733 (2022)                      | 200                | modifier les données · modifier les données |
| Capbreton                                        | 40065      | CC de Maremne-Adour-Côte-Sud | 21,75            | 9 218 (2022)                      | 424                | modifier les données · modifier les données |
| Josse                                            | 40129      | CC de Maremne-Adour-Côte-Sud | 9,48             | 1 003 (2022)                      | 106                | modifier les données · modifier les données |
| Labenne                                          | 40133      | CC de Maremne-Adour-Côte-Sud | 24,48            | 7 095 (2022)                      | 290                | modifier les données · modifier les données |
| Orx                                              | 40213      | CC de Maremne-Adour-Côte-Sud | 11,89            | 650 (2022)                        | 55                 | modifier les données · modifier les données |
| Saint-Jean-de-Marsacq                            | 40264      | CC de Maremne-Adour-Côte-Sud | 26,40            | 1 810 (2022)                      | 69                 | modifier les données · modifier les données |
| Saint-Martin-de-Hinx                             | 40272      | CC de Maremne-Adour-Côte-Sud | 25,48            | 1 749 (2022)                      | 69                 | modifier les données · modifier les données |
| Sainte-Marie-de-Gosse                            | 40271      | CC de Maremne-Adour-Côte-Sud | 26,54            | 1 228 (2022)                      | 46                 | modifier les données · modifier les données |
| Saubion                                          | 40291      | CC de Maremne-Adour-Côte-Sud | 7,80             | 1 806 (2022)                      | 232                | modifier les données · modifier les données |
| Saubrigues                                       | 40292      | CC de Maremne-Adour-Côte-Sud | 21,44            | 1 605 (2022)                      | 75                 | modifier les données · modifier les données |
| Canton du Pays tyrossais                         | 4014       |                              | 214,93           | 37 948 (2022)                     | 177                | modifier les données                        |

## Démographie
En 2022, le canton comptait 37 948 habitants, en évolution de +11,26 % par rapport à 2016 (Landes : +5,78 %, France hors Mayotte : +2,11 %).
| 2013   | 2018   | 2022   |
| ------ | ------ | ------ |
| 32 281 | 35 694 | 37 948 |